# The Bachelor's Ward
The Bachelor's Ward è un cortometraggio muto del 1912 diretto da Warwick Buckland.
Si conoscono pochi dati del film che, prodotto dalla Hepworth, fu distrutto nel 1924 dallo stesso produttore, Cecil M. Hepworth. Fallito, in gravissime difficoltà finanziarie, il produttore pensò in questo modo di per poter almeno recuperare il nitrato d'argento della pellicola.

## Trama
Un anziano tutore pensa erroneamente che la sua pupilla sia innamorata di un uomo più giovane.

## Produzione
Il film fu prodotto dalla Hepworth.

## Distribuzione
Distribuito dalla Hepworth, il film - un cortometraggio di circa 250 metri - uscì nelle sale cinematografiche britanniche nel giugno 1912.